# Guillermo Ferraro
Guillermo José Ferraro (Buenos Aires, 12 de julio de 1955- 4 de diciembre de 2024) fue un político y empresario argentino. Contador público de profesión, ostentó el cargo de ministro frente al Ministerio de Infraestructura durante la presidencia de Javier Milei, desde el 10 de diciembre de 2023 hasta el 5 de marzo de 2024.

## Biografía
Graduado como contador público y licenciado en Administración de Empresas de la Universidad de Buenos Aires, donde obtuvo además un doctorado en ciencias económicas, más un posgrado en ingeniería de sistemas.

### Trayectoria
En sus inicios en la función pública estuvo vinculado al Partido Justicialista. Desde 1988 hasta 1991, durante el mandato del gobernador peronista Antonio Cafiero, fue subsecretario de Infraestructura y Telecomunicaciones de la Provincia de Buenos Aires. De igual forma se desempeñó como jefe de asesores de Cafiero en el Senado y participó como asesor de la Convención Constituyente de 1994.
Entre 1997 y 2001, fue presidente de la Coordinación Ecológica Área Metropolitana Sociedad del Estado. Durante el gobierno de Eduardo Duhalde, fue subsecretario de Industria de la Secretaría de Industria, Comercio y Minería de la Nación por un corto período, comprendido entre 2002 y 2003. Entre 2005 y 2007, fue vicepresidente de Nación Servicios, empresa pública del Grupo Banco Nación.
Por otro lado, en el sector privado, fue director del Banco de Entre Ríos entre 2003 y 2005, y del Banco Bisel entre 2003 y 2007.
En 2009 fue asesor del Ministerio de Hacienda de la Ciudad Autónoma de Buenos Aires, encabezado por el entonces ministro Néstor Grindetti.
Entre 2010 y abril de 2023, fue director de Infraestructura y Gobierno en KPMG Argentina, una red global de firmas de servicios profesionales que ofrece servicios de auditoría, de asesoramiento legal y fiscal, y de asesoramiento financiero y de negocio en 156 países. En dicha compañía trabajó en el Túnel Ferroviario Aconcagua, la Central Hidroeléctrica de Chihuido, el puerto de cargas de Ushuaia, los modelos de participación público privada para los corredores viales, y en el Corredor Bioceánico Aconcagua, este último específicamente con la Corporación América, donde conoció al entonces economista jefe de la empresa Javier Milei y al futuro jefe de gabinete Nicolás Posse.
Entre 2019 y 2021, dirigió la empresa productora de cosechadoras Vassalli Fabril en Firmat.
Ferraro formó parte del equipo de La Libertad Avanza durante las elecciones presidenciales de 2023, el cual finalmente llevó a Javier Milei a la presidencia.

### Ministro de Infraestructura
El 10 de diciembre de 2023, el presidente de la Nación Javier Milei, nombró a Ferraro como ministro de Infraestructura, un nuevo ministerio creado a partir de la fusión de los ministerios de Obras Públicas, de Transporte y de Desarrollo Territorial y Hábitat. El 25 de enero de 2024, comenzó a circular un rumor en medios periodísticos de que el funcionario sería desplazado de su cargo por filtrar información reservada a las reuniones de gabinete. El 27 de enero, la Oficina del Presidente emitió, a través de las redes sociales, un comunicado mediante el cual se aseguró que Ferraro presentaría su renuncia por «razones personales», y que el área de infraestructura pasaría a la órbita del Ministerio de Economía. Finalmente, el 5 de marzo se oficializó su renuncia.

## Muerte
Falleció el 4 de diciembre de 2024 en Buenos Aires, tras padecer un cáncer, a la edad de 69 años.